# Thelma Hopkins
Thelma Hopkins, född 16 mars 1936 i Kingston upon Hull, död 10 januari 2025 i Edmonton i Kanada, var en brittisk friidrottare.
Hopkins blev olympisk silvermedaljör i höjdhopp vid sommarspelen 1956 i Melbourne.